# (1083) Salvia
(1083) Salvia es un asteroide perteneciente al cinturón de asteroides descubierto el 26 de enero de 1928 por Karl Wilhelm Reinmuth desde el observatorio de Heidelberg-Königstuhl, Alemania.

## Designación y nombre
Salvia se designó al principio como 1928 BC.
Más adelante fue nombrado por las salvias, una planta de la familia de las lamiáceas.

## Características orbitales
Salvia está situado a una distancia media del Sol de 2,329 ua, pudiendo alejarse hasta 2,754 ua y acercarse hasta 1,904 ua. Tiene una inclinación orbital de 5,131° y una excentricidad de 0,1825. Emplea 1298 días en completar una órbita alrededor del Sol.